# 麦新镇
麦新镇，是中华人民共和国内蒙古自治区通辽市开鲁县下辖的一个行政建制镇。
安葬麦新烈士的陵园位于麦新镇的西南角。

## 行政区划
麦新镇下辖以下地区：
双合兴村、农场村、水泉村、北胜村、保胜村、十三排村、林发村、麦新村、林富村、富通镇村、苏家堡村、兰家堡村、好力歹村、全发村、义和沙拉村、敖包嘎查、西辽河枢纽生活区和大榆树经营林场。